# Südliche Weißfessel-Hirschmaus
Die Südliche Weißfessel-Hirschmaus (Peromyscus pectoralis) ist ein in Mexiko verbreitetes Nagetier in der Gattung der Weißfußmäuse. Bis in die 2010er Jahre zählte die Nördliche Weißfessel-Hirschmaus (Peromyscus laceianus) als Unterart oder Synonym zu dieser Art. Die anfänglich vermutete nahe Verwandtschaft zur Unterholz-Hirschmaus (Peromyscus boylii) konnte nicht bestätigt werden.

## Merkmale
Diese mittelgroße Hirschmaus erreicht eine Kopf-Rumpf-Länge von 94 bis 99 mm, eine Schwanzlänge von 81 bis 127 mm und ein Gewicht von 15 bis 19 g. Die Hinterfüße sind 19 bis 23 mm lang und die Länge der Ohren liegt bei 22 bis 26 mm. Auf der Oberseite ist helles ockerfarbenes Fell vorhanden, das stellenweise von dunkleren Haaren überdeckt ist, was ein gesprenkeltes Aussehen erzeugt. Die cremefarbene Unterseite trägt bei einigen Individuen einen kleinen hellbraunen Fleck auf der Brust. Wie bei anderen Gattungsvertretern sind die Füße weiß. Am Schwanz ist die Unterseite meist etwas heller und er ist mit wenigen Haaren bedeckt. Bei der ähnlichen jedoch kleineren Unterholz-Hirschmaus ist das Sprunggelenk nicht weiß.

## Verbreitung
Das Verbreitungsgebiet der Art reicht über die nördlichen und zentralen Bundesstaaten Mexikos. Früher eingerechnete Populationen in den Vereinigten Staaten zählen zu Peromyscus laceianus. Die Südliche Weißfessel-Hirschmaus hält sich im Hügelland, Bergland und auf Hochebenen zwischen 100 und 2500 Meter Höhe auf. Sie bewohnt Wälder mit Eichen und Kiefern, trockene Buschländer, Grasländer und besucht feuchtwarme Wälder. Der Untergrund ist vorwiegend felsig.

## Lebensweise
Die nachtaktiven Exemplare fressen Pflanzensamen, Nüsse, Wacholderbeeren, Früchte von Opuntien und Zürgelbäumen sowie zeitweise Insekten. Vermutlich können Geburten zu allen Jahreszeiten erfolgen. Ein Wurf enthält nach schätzungsweise 23 Tagen Trächtigkeit 2 bis 7 Neugeborene.

## Gefährdung
Es sind keine Bedrohungen bekannt. Die IUCN folgt noch nicht der Aufteilung der Population in zwei Arten und listet beide Arten unter Peromyscus pectoralis als nicht gefährdet (least concern).